# Stalking Cat
Dennis Avner (Flint, 27 de agosto, 1958 - 5 de novembro de 2012), mais conhecido por "Stalking Cat" ou "Cat Man", foi um tatuador e artista performático que ficou conhecido pela modificação corporal a que se submeteu.
Participou do episódio 13/ T10 da série norte americana "Grey's Anatomy. 
Dennis Avner modificou seu corpo em formato de tigre, e entrou para o Guinness book pela maior quantidade de modificações no corpo

## Morte
Em setembro de 2007, aos 49 anos, Stalking Cat mudou-se para Tonopah, Nevada. Em 5 de novembro de 2012, ele morreu sozinho em sua garagem. Ele tinha 54 anos. A notícia da morte tornou-se pública uma semana depois. Em um borne em linha, o fundador de BMEzine Shannon Larratt escreveu que sua morte era um suicídio.